# Стіна тролів
Стіна тролів (норв. Trollveggen, Trollwall) — частина гірського масиву Піки тролів (норв. Trolltindene), найвища вертикальна скеля в Європі. Розташована на західному узбережжі Норвегії, в районі Ромсдален муніципалітету Раума в Мере-ог-Ромсдал, на південь від міст Ондалснес і Молде, всередині національного парку Рейнхаймен. Від дна долини до вершини стіни приблизно 1700 метрів, з яких 1000 метрів — це перепад висот, де гірський масив частково нависає на 50 метрів за стіну.
Стіна Тролів (разом зі стінами Транг Тауер, Скелею Ель Капітан та іншими) входить до групи «Big Wall» — найвідоміших та найскладніших для альпіністської сходження стін у світі. У цій місцевості мають місце часті обвали. Один із найбільших відбувся восени 1998 року, унаслідок якого відколотий шматок скелі змінив деякі з альпіністських маршрутів.  

## Історія сходжень
Вперше на стіну тролів одночасно піднялися в 1965 році норвезька та британська команди. Норвезька група у складі Оле Даніеля Енерсена, Лейфа Нормана Петерсона, Ода Еліассена і Джона Тейгленда закінчила сходження на день раніше британської у складі Джона Емата, Тоні Ховарда, Тоні Ніколлса, Білла Твідейла. Проте британська команда створила найпопулярніший маршрут на стіні — Ріммон. 
Перше зимове сходження на стіну відбулося у березні 1974 року. Збірна Польщі дісталася до вершини за  13 днів, повторивши французький маршрут, пройдений в 1967 році. 
Зараз на стіні є 14 маршрутів різної довжини та ступеню складності. Деякі можна подолати без спеціальної підготовки за один-два дні, підкорення інших може зайняти кілька тижнів і пов'язане з ризиком для життя. 
У зв'язку зі складним характером підйому та холодним вологим кліматом нові маршрути на Стіні тролів зустрічаються рідко. Найновіший – маршрут Катарсис, створений польськими альпіністами Мареком Рагановичем та Марчіном Томашевським, який вони пройшли за 18 днів у січні-лютому 2015 року. 
До вершини легко дістатися (без підйому) стежкою з іншої сторони Стіни тролів. 

## Стрибки з парашутом
Стіна Тролів популярна для стрибків з парашутом.  Є одним із найскладніших об'єктів для стрибків через виступи, що досягають деколи 50 метрів. Йорма Естер (Jorma Öster) із Фінляндії став першим бейсджампером, який здійснив стрибок зі Стіни Тролів. 
У результаті стрибка зі Стіни Тролів у 1984 році загинув родоначальник бейс-джампінгу Карл Беніш, невдовзі після встановлення світового рекорду з найвищого бейс-джампінгу в історії. У 1986 році влада Норвегії забороняє здійснювати стрибки B.A.S.E. зі Стіни Тролів. Порушення карається великим штрафом і конфіскацією спорядження. Попри заборону, до цієї локації продовжують приїжджати відчайдушні спортсмени, і не всі з них повертаються живими.
У 1990 році норвезький стрибун був першим, хто отримав штраф у розмірі 30 000 норвезьких крон за порушення заборони.